# Кристоф Хайн
Кристоф Хайн (на немски: Christoph Hein) е немски писател, драматург, есеист и преводач роден на 8 април 1944 г. в Хайнцендорф, Долна Силезия.

## Биография и творчество
Кристоф Хайн израства в градчето Бад Дюбен край Лайпциг. Като син на свещеник, а не на работник, не може да учи в политехника, затова до построяването на Берлинската стена продължава образованието си в западноберлинска гимназия. След издигането на стената работи като монтажист, книжар, келнер, журналист, актьор и асистент-режисьор. През 1964 г. Хайн полага матура във вечерно училище. Между 1967 и 1971 г. следва философия и логика в Берлин и Лайпциг. После става драматург и автор в източноберлинския театър Фолксбюне. След 1979 г. е писател на свободна практика.
Кристоф Хайн си създава известност с успешната новела „Чуждият приятел“ (Der fremde Freund), публикувана през 1982 г. в ГДР, а през 1983 г. и в Западна Германия с променено заради авторските права заглавие „Драконова кръв“ (Drachenblut). Успешната му пиеса „Истинската история на А. К.“ (Die Wahre Geschichte des Ah Q) излиза през 1983 г.
В драмите си Хайн се занимава предимно с движещите сили в историята и провалените революции
Като преводач пресъздава творби на Жан Расин и Молиер.
От 1998 до 2000 г. Кристоф Хайн е първият президент на общонемския ПЕН клуб, чийто почетен президент става от май 2014 г.
Творби на Кристоф Хайн са преведени на датски, английски, фински, френски, грузински, гръцки, италиански, каталунски, корейски, норвежки, полски, руски, сърбохърватски, испански, шведски, чешки и унгарски.
Почетен гражданин на Бад Дюбен (Bad Düben), Саксония от 2011 г.

### Пиеси
- 1974: Schlötel oder Was solls, Eine Komödie
- 1976: Vom hungrigen Hennecke, Ein Kinderspiel
- 1979: Die Geschäfte des Herrn John D., Revue für Schauspieler
- 1980: Cromwell, Ein Schauspiel
- 1980: Lassalle fragt Herrn Herbert nach Sonja, Schauspiel in drei Akten
- 1982: Der neue Menoza oder Geschichte des kumbanischen Prinzen Tandi, Komödie nach Jakob Michael Reinhold Lenz
- 1983: Die wahre Geschichte des Ah Q
- 1987: Passage, Ein Kammerspiel in drei Akten
- 1989: Die Ritter der Tafelrunde
- 1994: Randow, Eine Komödie
- 1999: Bruch, Schauspiel in vier Akten
- 1999: In Acht und Bann, Komödie in einem Akt
- 1999: Zaungäste, Lustspiel
- 1999: Himmel auf Erden, Lustspiel
- 2000: Mutters Tag
- 2002: Zur Geschichte des menschlichen Herzens oder Herr Schubart erzählt Herrn Lenz einen Roman, der sich mitten unter uns zugetragen hat, Komödie

### Проза
- Die Witwe eines Maurers, 1980
- Frank, eine Kindheit mit Vätern, Kurzgeschichte, 1980
- Einladung zum Lever Bourgeois, Erzählungen, 1980
- Der fremde Freund, Novelle, 1982
- Das Wildpferd unterm Kachelofen, Kinderbuch, 1984
- Horns Ende, Roman, 1985
- Öffentlich arbeiten, Essays und Gespräche, 1987
- Der Tangospieler, Erzählung, 1989
- Als Kind habe ich Stalin gesehen, Essays und Reden, 1990
- Das Napoleon-Spiel, Roman, 1993
- Exekution eines Kalbes und andere Erzählungen, Kurzgeschichten, 1994
- Der neuere (glücklichere) Kohlhaas Bericht über einen Rechtshandel aus den Jahren 1972/73, 1994
- Von allem Anfang an, Autobiografie, 1997
- Willenbrock, Roman, 2000
- Mama ist gegangen, Roman für Kinder, 2003
- Landnahme, Roman, 2004
- In seiner frühen Kindheit ein Garten, Roman, 2005
- Das goldene Vlies, Erzählung, 2005
- Frau Paula Trousseau, Roman, 2007
- Über die Schädlichkeit des Tabaks. Rede an die Abiturienten des Jahrgangs 2009, 2009
- Weiskerns Nachlass, Roman, 2011
- Vor der Zeit: Korrekturen, Erzählungen, 2013
- Glückskind mit Vater, Roman, 2016
- Trutz, Roman, 2017

## Награди и отличия
- 1982: „Награда Хайнрих Ман“ на ГДР
- 1983: „Награда на немската критика“
- 1986: „Награда Мара Касенс за първи роман“
- 1989: „Награда Щефан Андрес“
- 1989: „Награда Лесинг“ на ГДР
- 1990: „Награда Ерих Фрид“ (Виена)
- 1992: Ludwig-Mühlheim-Preis für religiöse Dramatik
- 1992: „Берлинска литературна награда“
- 1994: „Федерален орден за заслуги“
- 1998: „Награда Петер Вайс“ на град Бохум
- 1998: „Награда на ЛитераТур Норд“
- 2000: „Литературна награда на Золотурн“
- 2000: Zonser Hörspielpreis
- 2002: „Награда Братя Грим“ (професура)
- 2002: „Австрийска държавна награда за европейска литература“
- 2003: Calwer Hermann-Hesse-Stipendium
- 2004: „Възпоменателна награда Шилер“
- 2004: „Литературна награда „Вер.ди“ на Берлин-Бранденбург“
- 2008: „Награда Валтер Хазенклевер“
- 2010: „Награда Айхендорф“
- 2011: „Награда Герти Шпис“
- 2011: Ehrenbürgerschaft der Stadt Bad Düben
- 2012: „Награда Уве Йонзон“
- 2013: Internationaler Stefan-Heym-Preis
- 2017: „Награда Гримелсхаузен“ für Glückskind mit Vater